# Люляково светилище
Люляковото светилище се намира в полите на Средна гора, в землището на село Розовец, под връх Градището, област Пловдив. На неговата територия се намира единствената в България запазена мегалитна стела.

## Описание и особености
Наименованието на култовото мегалитно светилище идва от намиращата се наблизо люлякова гора. На място се наблюдават характерните за светилищата на територията на Средна гора моделирани в гранитната скала жертвеници, седалка-трон, издълбани улеи и кръгло издълбаване напомнящо шарапана. Добре оформената мегалитна стела е издигната в специално оформено в скалата легло на скалист склон, обърнат на юг. Височината на стелата е 2 m, като пред нея е оформена тясна площадка. Стелата е единствената добре запазена и документирана на територията на мегалитно светилище в България. Тя е обърната към Пловдивското поле.

## Интерпретация
Според проф.Валерия Фол „Люляковото светилище“ е типично извънселищно светилище с връх. Тя разглежда скалните олтари на подхода на светилището като място, където е извършван обред в чест на Бога Слънце и на Великата Богиня майка. Обредът е имал за цел – да прослави божествата, да се пречистят хората чрез него, след което – да поставят пред стелата своите дарове – плодове, билки, цветя. Обредността, която се извършва по време на лятното слънцестоене, винаги е свързана с младежката инициационна обредност. С младите хора, които са достатъчно съзрели, за да могат да поемат по своя път, и да взимат решения.
Проф. Фол разглежда слънчевата стела като един от важните топоси на вяра и обредност на региона и според нея пълното изясняване на функционалността му е въпрос на бъдещи изследвания.
Интерпретацията на Валерия Фол за въпросния древен сакрален обект е хипотетична и не почива на археологически разкопки.
В района на Брезово, при селата Розовец и Бабек, са първите находки на траките през 1850-те години, когато България е все още част от Османската империя. Физикогеографските условия в Средна гора и в полетата, закътани между нея и Стара планина, предопределят формирането през древността на локално политически центрове, със статут на парадинастически центрове на Одринското царство. Според българските траколози това е първият установен политически и религиозен център на тракийското племе одриси, където вероятно е имало парадинастически дом. Тук в полите на крепостта, наречена Градището са разположени няколко светилища – измежду които най-големият долмен на българска територия в местността „Плочата“, както и мегалитните съоръжения от местността „Купелът“. Според проф. Валерия Фол цялата тази територия и това, което се вижда от Пловдивското поле, е владяна от този паравладетел – член на династическото семейство, който управлява една територия, събира данъците, и служи във войската му.

## Опазване и социализация
Община Брезово организира за пръв път през 2011 г. на 22 юни „Празник на лятното слънцестоене“ на 22 юни, който се чества на Люляковото светилище в едноименната местност между с. Розовец и с. Бабек.
На място се провежда възстановява на древния обред изпълняван от древните траки – ритуалът представлява принасяне в жертва на боговете на сушени плодове, вино, мляко, вода. Когато мине ритуалът, всеки оставя пред Слънчевата стела дарове, които трябва да донесе. Ритуалът е с продължителност от един час. Празникът на слънцето се организира с помощта на проф. Валерия Фол.
Пешеходният маршрут до мястото отнема около 30 минути от село Бабек – пътеката е маркирана.